# HMS Implacable (R86)
O HMS Implacable foi um porta-aviões operado pela Marinha Real Britânica e a primeira embarcação da Classe Implacable, seguido pelo HMS Indefatigable. Sua construção começou em fevereiro de 1939 nos estaleiros da Fairfield Shipbuilding and Engineering Company em Govan na Escócia e foi lançado ao mar em dezembro de 1942, sendo comissionado na frota britânica em agosto de 1944. Ele era capaz de transportar até 81 aeronaves, era armado com uma bateria antiaérea composta por vários canhões de 113, 40 e 20 milímetros, tinha um deslocamento carregado de mais de 32 mil toneladas e alcançava uma velocidade máxima acima de 32 nós (sessenta quilômetros por hora).
O Implacable entrou em serviço no fim da Segunda Guerra Mundial, primeiro atuando com a Frota Doméstica em ataques contra alvos na Noruega em 1944 e depois como parte da Frota Britânica do Pacífico em ações contra o Japão em 1945. Foi usado para repatriar prisioneiros de guerra e soldados depois do fim do conflito, retornando para casa em 1946. Depois disso ocupou-se principalmente de exercícios de treinamento em casa e no estrangeiro até meados de 1950. Ele foi colocado na reserva no mesmo ano e convertido em um navio-escola em 1952. Houve planos nesse período para modernizá-lo, porém isto foi considerado caro e o Implacable foi descomissionado em 1954 e desmontado.

## Características
O Implacable tinha 223,6 metros de comprimento de fora a fora, uma boca de 29,2 metros na linha de flutuação e um calado máximo de 8,9 metros. O navio tinha um sobrepeso significativo e seu deslocamento carregado era de 32 630 toneladas. Seu sistema de propulsão era composto por oito caldeiras Admiralty que alimentavam quatro conjuntos de turbinas a vapor Parsons, cada uma girando uma hélice. A potência indicada era de 149,6 mil cavalos-vapor (110 mil quilowatts) para uma velocidade máxima de 32,5 nós (60,2 quilômetros por hora), mas durante seus testes marítimos alcançou apenas 31,89 nós (59,06 quilômetros por hora) a partir de 153 272 cavalos-vapor (112,7 mil quilowatts). Podia transportar até 4 770 toneladas de óleo combustível para uma autonomia de 6 720 milhas náuticas (12 450 quilômetros) a vinte nós (37 quilômetros por hora). Sua tripulação podia chegar a 2,3 mil oficiais e marinheiros.
Seu convés de voo tinha 231,6 metros de comprimento e uma largura máxima de 31,1 metros. Uma única catapulta hidráulica foi instalada na parte dianteira do convés de voo. O hangar superior tinha 139,6 metros de comprimento e o hangar inferior 63,4 metros, com ambos tendo uma largura de 18,9 metros e altura de 4,3 metros. Os hangares foram projetados para abrigar até 48 aeronaves, mas estacionamento no convés de voo permitia que esse número crescesse para 81. O porta-aviões podia levar até 430,3 mil litros de combustível para aviação. Havia dois elevadores de aeronaves instalados na linha central da embarcação, o primeiro media 13,7 por 10,1 metros e descia apenas até o hangar superior, enquanto o segundo tinha 13,7 por 6,7 metros e descia tanto ao hangar superior quanto ao inferior.
A bateria principal era composta por dezesseis canhões de duplo-propósito Marco III de 113 milímetros montados em oito torres de artilharia, quatro em cada lateral. Sua bateria antiaérea leve tinha 44 canhões "pom-pom" de 40 milímetros em cinco montagens óctuplas e uma montagem quádrupla espalhadas pela superestrutura e à bombordo do convés de voo, mais 61 canhões Oerlikon de 20 milímetros em 21 montagens duplas e dezenove montagens únicas. O convés de voo era protegido por uma blindagem de 76 milímetros. As laterais dos hangares tinham 38 ou 51 milímetros de espessura, suas extremidades eram protegidas por anteparas de 51 milímetros, enquanto o convés do hangar tinha uma blindagem entre 38 e 64 milímetros. O cinturão principal na linha de flutuação tinha 114 milímetros de espessura, mas cobria apenas a parte central do navio, sendo fechado em cada extremidade por anteparas de 38 a 51 milímetros. Os depósitos de munição eram protegidos por tetos de 51 a 76 milímetros, laterais de 114 milímetros e extremidades de 38 a 51 milímetros.

## Carreira

### Segunda Guerra Mundial

#### Noruega

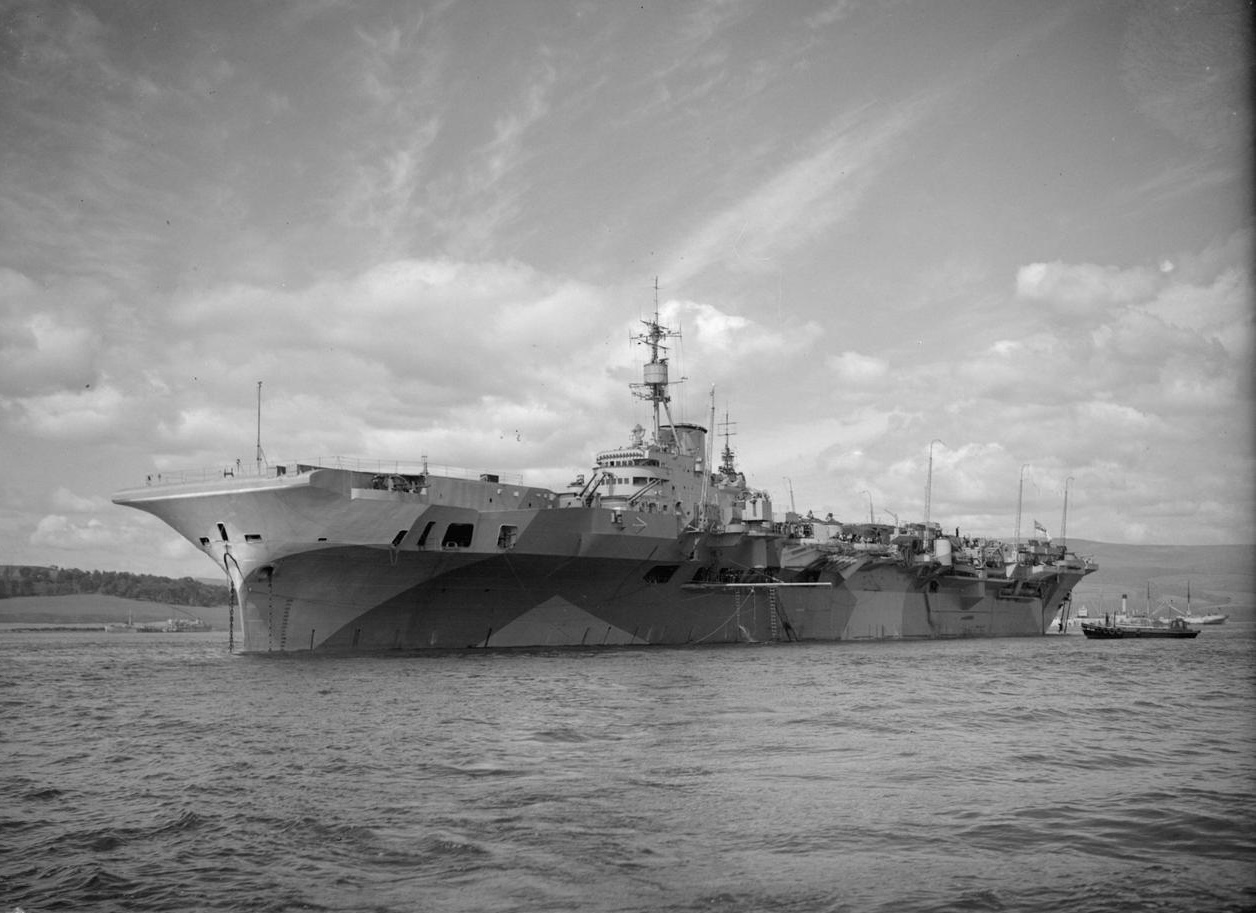
O Implacable em 14 de junho de 1944

O batimento de quilha do Implacable ocorreu em 21 de fevereiro de 1939 nos estaleiros da Fairfield Shipbuilding and Engineering Co. em Govan, na Escócia, sob o número de construção 672. Suas obras foram temporariamente suspensas entre 1940 e 1941 em favor de outros navios considerados mais urgentes para lutarem na Batalha do Atlântico na Segunda Guerra Mundial. Foi lançado ao mar em 10 de dezembro de 1942, sendo batizado pela rainha Isabel. O capitão Lachlan Mackintosh foi nomeado oficial comandante do porta-aviões em novembro de 1943. Foi comissionado na frota britânica em 22 de maio de 1944 e começou seus testes marítimos, que revelaram um número significativo de problemas que precisavam ser resolvidos, assim o Implacable só foi finalizado em 28 de agosto. Foi designado para a Frota Doméstica e passou os meses seguintes realizando treinamentos. Caças Fairey Firefly do Esquadrão Aeronaval 1771 voaram a bordo em 10 de setembro, sendo seguidos mais tarde no mesmo mês pelos torpedeiros Fairey Barracuda dos Esquadrões Aeronavais 828 e 841, que formaram a Asa de Reconhecimento de Torpedeiros-Bombardeiros Navais Nº 2.
Sua primeira missão foi localizar o couraçado alemão Tirpitz, que tinha deixado no início de outubro seu ancoradouro no Fiorde de Kå, na Noruega. O Implacable partiu Scapa Flow em 16 de outubro, com alguns de seus Firefly avistando o navio dois dias depois próximo de Tromsø. Nenhum ataque foi realizado porque não havia caças de assento único para escoltar as aeronaves de ataque, porém seus aviões danificaram um navio de carga no caminho de volta. Ainda no mesmo mês foram embarcados caças Supermarine Seafire dos Esquadrões Aeronavais 887 e 894 da Asa de Caças Navais Nº 24. A embarcação participou no final de outubro da Operação Atlético próximo do litoral norueguês, em que suas aeronaves afundaram seis navios e danificaram um submarino alemão, ao custo de um Barracuda, com este tendo sido o último ataque de aviões torpedeiros da Marinha Real Britânica na guerra. Mackintosh foi substituído em 1º de novembro pelo capitão Charles Hughes-Hallett.

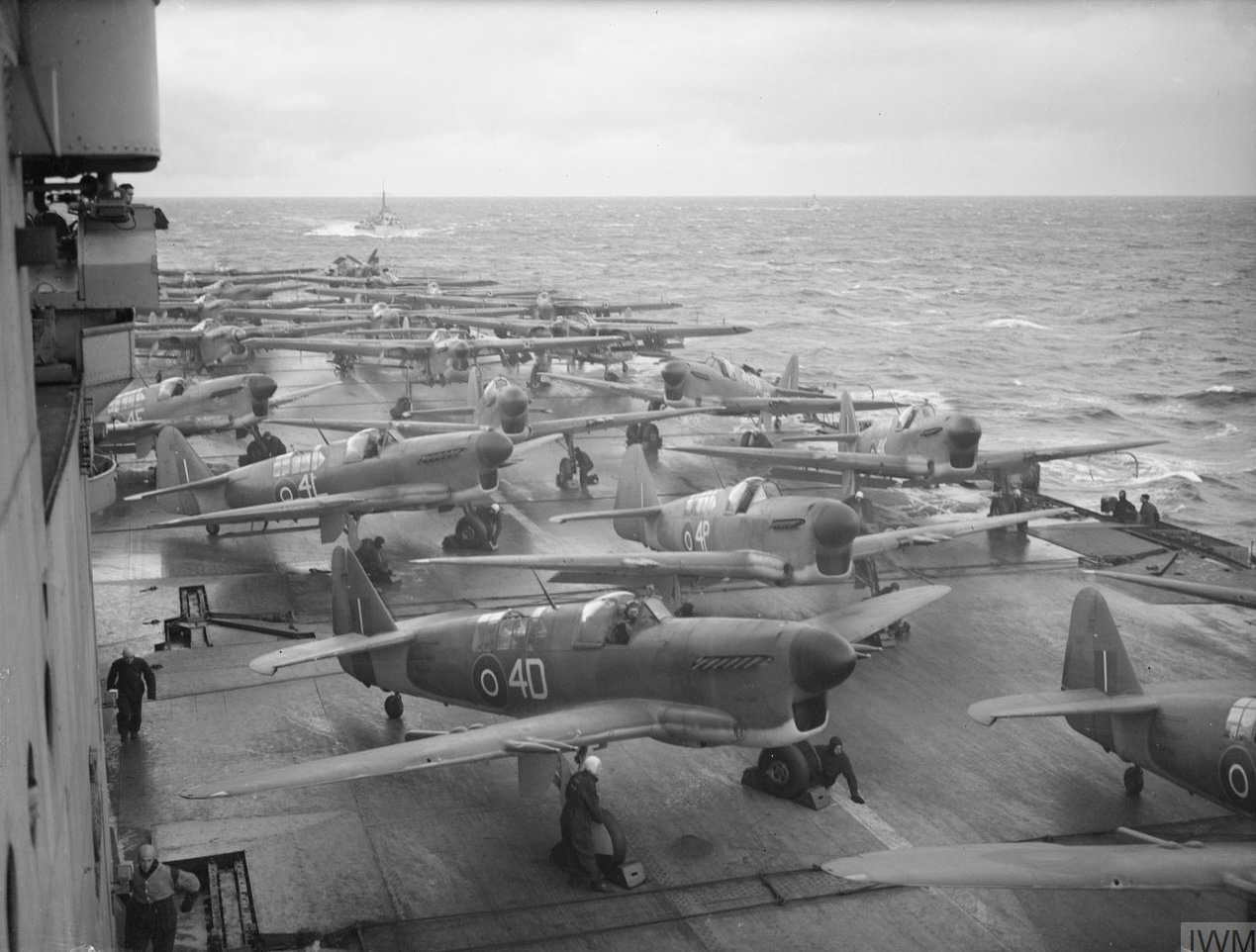
Aeronaves no convés de voo do Implacable em 26 de novembro de 1944

Os Barracudas foram substituídos em 8 de novembro por Seafires oriundos da Asa de Caças Navais Nº 30, formada pelos Esquadrões Aeronavais 801 e 880. Os Seafires deram cobertura para operações de criação de campos minados entre 11 e 21 de novembro. No dia seguinte, o almirante sir Henry Ruthven Moore, o oficial comandante da Frota Doméstica, fez do Implacable sua capitânia e o navio partiu para caçar um comboio que tinha sido relatado próximo de Alsta, com Seafires e Fireflies dos esquadrões 801, 880 e 1771 a bordo. Tempo ruim impediu que os aviões fossem lançados até 27 de novembro, mas eles localizaram o comboio e afundaram duas embarcações, danificando outras seis. Um dos navios afundados, o norueguês MS Rigel, era usado pelos alemães para transportar prisioneiros de guerra e seu naufrágio resultou na morte de mais de 2,5 mil pessoas, a maioria prisioneiros de guerra. O Implacable voltou para Scapa Flow em 29 de novembro e Moore desembarcou, mas o vice-almirante sir Frederick Dalrymple-Hamilton, segundo no comando da Frota Doméstica, fez do porta-aviões sua capitânia em 6 de dezembro para a outra operação de criação de campos minados durante a qual seus Fireflies ajudaram a afundar um draga-minas alemão. Dalrymple-Hamilton desembarcou do navio três dias depois quando este retornou para Scapa Flow. O Implacable iniciou em 15 de dezembro uma reforma em Rosyth em preparação para ser transferido para a Frota Britânica do Pacífico, com os trabalhos incluindo o fortalecimento de sua bateria antiaérea.

#### Oceano Pacífico

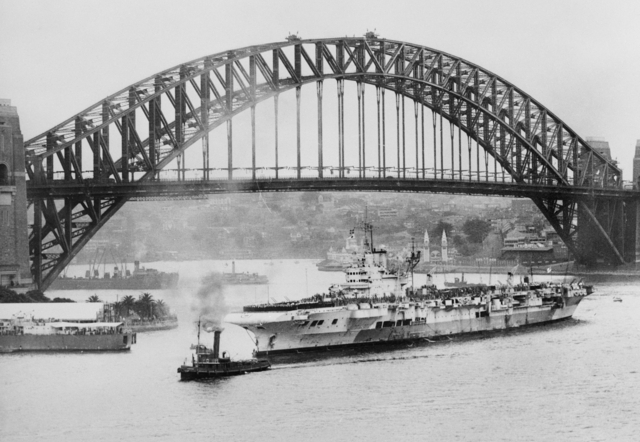
O Implacable chegando no porto de Sydney em 8 de maio de 1945

A reforma foi finalizada em 10 de março de 1945, com os esquadrões 801, 828, 880 e 1771 retornando com no total 48 Seafires, 21 torpedeiros Grumman TBF Avenger e doze Fireflies, o maior grupo aéreo já embarcado em um porta-aviões britânico até então. O Implacable partiu seis dias depois para se juntar à Frota Britânica do Pacífico, chegando em Porto Said no Egito em 25 de março. Uma forte rajada de vento o empurrou em direção à terra enquanto atravessava o Canal de Suez, com seus rebocadores demorando cinco horas para libertá-lo. Não foi danificado e prosseguiu sua viagem, chegando em Sydney na Austrália em 8 de maio.
O navio chegou em 29 de maio na principal base de operações da Frota Britânica do Pacífico na ilha Manus, parte das Ilhas do Almirantado. O contra-almirante Patrick Brind fez do porta-aviões sua capitânia uma semana depois em preparação para a Operação Detento, um ataque contra a principal base naval japonesa de Truk, nas Ilhas Carolinas. A operação começou em 14 de junho e as aeronaves do Implacable voaram ao todo 113 surtidas no decorrer de dois dias, com apenas um único Seafire tendo sido abatido pelo fogo inimigo. O navio e suas escoltas retornaram para Manus no dia 17. O 8ª Grupo Aéreo de Porta-Aviões foi formado em 30 de junho, absorvendo a Asa de Caças Navais Nº 24, com o objetivo de controlar todas as unidades aéreas do porta-aviões.
O Implacable realizou treinamentos e então partiu em 6 de julho, se juntando dez dias depois ao resto da Frota Britânica do Pacífico próximo do litoral japonês. Lançou oito Fireflies e doze Seafires contra alvos ao norte de Tóquio em 17 de julho, porém o clima ruim fez com que apenas um dos Fireflies conseguisse localizar seus alvos. Oito Fireflies e vinte Seafires atacaram alvos próximos de Tóquio no dia seguinte, com o clima ruim paralisando operações de voo até 24 a 25 de julho, quando aeronaves da Frota Britânica do Pacífico atacaram alvos próximos de Osaka e no Mar Interior de Seto, danificando o porta-aviões de escolta Kaiyō. O porta-aviões reabasteceu e os ataques aéreos foram retomados em 28 e 30 de julho, com o navio de escolta Okinawa sendo afundado próximo de Maizuru. Uma combinação de clima ruim, reabastecimento e o bombardeio atômico de Hiroshima adiaram a retomada dos ataques aéreos até 9 de agosto. Os Seafires voaram 94 surtidas e os Fireflies voaram catorze contra alvos no norte de Honshū e sul de Hokkaidō ao custo de dois Seafires. Os ataques foram repetidos no dia seguinte, afundando dois navios de guerra, várias embarcações mercantes menores e destruindo várias locomotivas e aeronaves estacionadas. A Frota Britânica do Pacífico recuou de volta para Manus em 12 de agosto a fim de se preparar para a Operação Olímpico, a invasão de Kyūshū programada para novembro, porém o Japão se rendeu no dia 15. As aeronaves do Implacable voaram mais de mil surtidas desde sua chegada no Pacífico.

### Pós-guerra

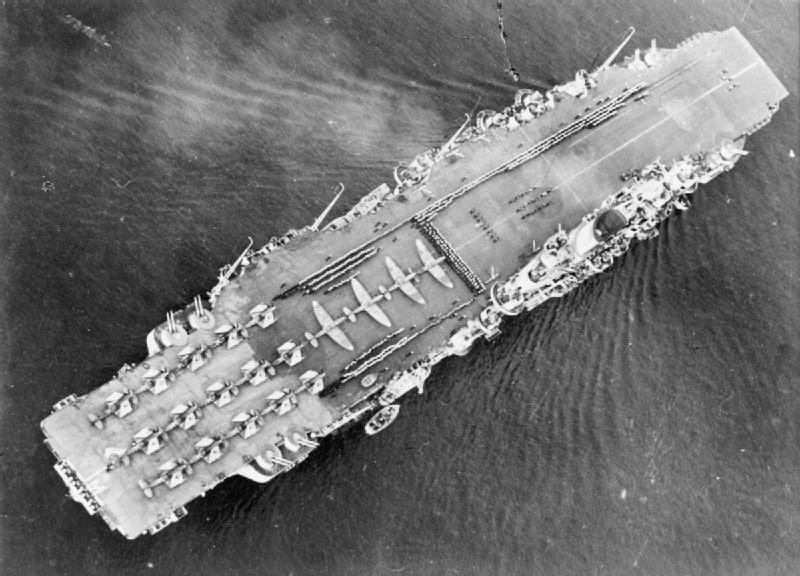
O Implacable retornando à Sydney em 24 de agosto de 1945

O navio chegou em Sydney em 24 de agosto e teve seus hangares reformados para acomodar soldados e prisioneiros de guerra Aliados a serem repatriados. Ele deixou seu grupo aéreo para trás com o objetivo de maximizar o número de passageiros que poderia carregar. Chegou em Manila, nas Filipinas, em 25 de setembro e embarcou mais de dois mil prisioneiros de guerra britânicos, canadenses e estadunidenses. Desembarcou os estadunidenses em Pearl Harbor, no Havaí, em 5 de outubro e prosseguiu viagem até Vancouver, no Canadá, onde seis dias depois desembarcou os restantes. O Implacable foi aberto para visitação pública e permaneceu no local por uma semana até partir para Hong Kong a fim de pegar mais algumas centenas de prisioneiros de guerra, seguindo depois disso de novo para Manila a fim de embarcar mais 2 114 passageiros. Desembarcou todos em Balikpapan, nas Índias Orientais Neerlandesas e em seus lugares embarcou 2 126 soldados da 7ª Divisão australiana mais seus equipamentos para levá-los de volta à Austrália. Chegou em Sydney em 17 de novembro e partiu em 8 de dezembro para pegar mais tropas na Nova Guiné. Retornou para Syndey antes do Natal e as beliches e outros itens adicionais foram removidos, com a embarcação retornando à sua condição operacional.
Seu grupo aéreo retornou em janeiro de 1946, com exceção do esquadrão 880, que fora desfeito, e com o Esquadrão Aeronaval 1790 substituindo o esquadrão 1771. O navio passou vários dias realizando exercícios de voo e em seguida foi visitar Melbourne junto com seu irmão HMS Indefatigable e outros navios. Tornou-se em 31 de janeiro a capitânia do vice-almirante sir Philip Vian, recém-nomeado novo comandante da Frota Britânica do Pacífico. Continuou com uma rotina relaxada de treinamentos e visita a portos até iniciar uma reforma em Sydney em 15 de março. Esta foi finalizada em 29 de abril e o Implacable partiu a fim de voar suas aeronaves e jogar no mar os dezesseis Avengers norte-americanos que tinham sido operados pelo esquadrão 828. Estas aeronaves tinham sido entregues ao Reino Unido pelos Estados Unidos por meio de Lend-Lease e o acordo estipulava que os britânicos deveriam pagar por elas ou descartá-los ao final da guerra, com o país não tendo meios financeiros de fazer o primeiro. O porta-aviões em seguida partiu de volta para casa em 5 de maio e chegou em Devonport em 3 de junho, com Vian desembarcando e transferindo sua capitânia.

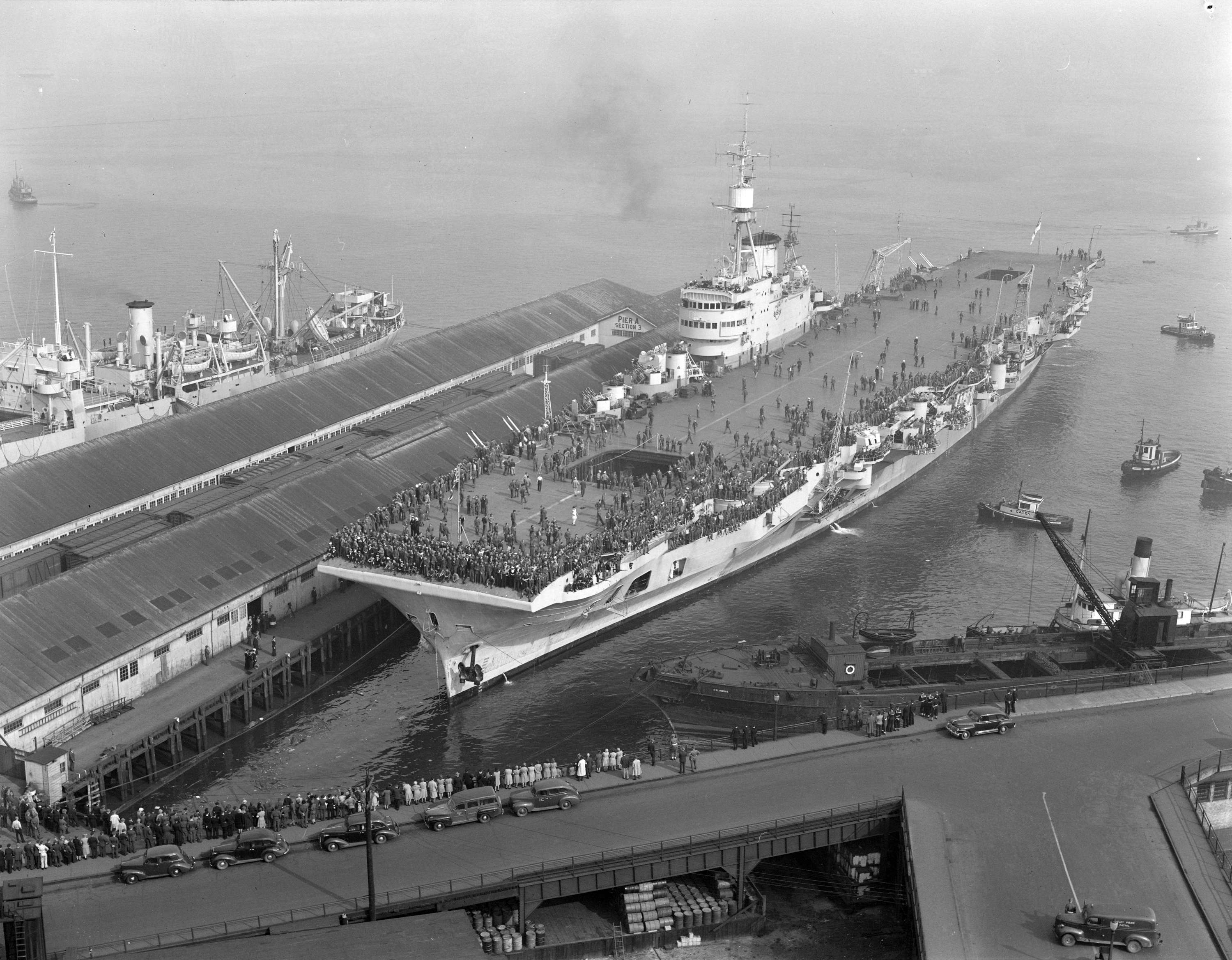
O Implacable em 1947

O Implacable tornou-se em agosto um navio-escola para pousos em porta-aviões para a Frota Doméstica. O capitão Aubrey Mansergh assumiu o comando em 25 de setembro. Dois meses depois a embarcação participou de exercícios com a Frota Doméstica e foi levemente danificado ao colidir com o porta-aviões rápido HMS Vengeance em 7 de novembro enquanto atracava em Devonport. Juntou-se a outros navios da Frota Doméstica em 1º de fevereiro de 1947 para se encontrar com o couraçado HMS Vanguard, que estava atuando como iate real para o rei Jorge VI em uma viagem para a África do Sul. O Implacable recepcionou a família real em 7 de fevereiro, montando um pequeno espetáculo aéreo para eles, depois do qual a rainha Isabel, sua madrinha, fez um discurso para a tripulação. O navio após isso visitou Freetown em Serra Leoa e Dacar na África Ocidental Francesa, seguindo então para o Mar Mediterrâneo para mais treinamentos. Voltou para casa em 7 de maio e iniciou uma longa reforma em Rosyth em 17 de abril.
A reforma terminou em outubro e o Esquadrão Aeronaval 813 embarcou com caças Blackburn Firebrand, retomando treinamentos. O capitão John Stevens assumiu o comando em 9 de fevereiro de 1948. O Implacable participou entre junho e julho de demonstrações para estudantes do colégio de estado-maior, incluindo o primeiro pouso em porta-aviões de um jato Gloster Meteor e pousos de protótipos do Westland Wyvern e Short Sturgeon, disparos de foguetes por Fireflies e a simulação de um ataque por lanchas torpedeiras. Passou por dez semanas de reformas que terminaram em 10 de novembro, retomando exercícios de pouso. Partiu para Gibraltar em 27 de fevereiro de 1949 e chegou em 4 de março, com o esquadrão 801 embarcando no dia seguinte com de Havilland Sea Hornets. O almirante sir Rhoderick McGrigor, o comandante da Frota Doméstica, fez do Implacable sua capitânia no dia 6 e a embarcação partiu para exercícios com outros navios da Frota Doméstica. Visitou Oslo e Bergen na Noruega em junho, recepcionando o rei Haakon VII. Foi visitado pelo rei Abdullah I da Jordânia em 19 de agosto enquanto estava atracado em Portsmouth, já dez dias depois recebeu o primeiro-ministro Clement Attlee. O Esquadrão Aeronaval 702 embarcou em setembro com sete de Havilland Sea Vampires a fim de realizar avaliações, com isto durando até 11 de novembro. McGrigor foi substituído por Vian dez dias depois.

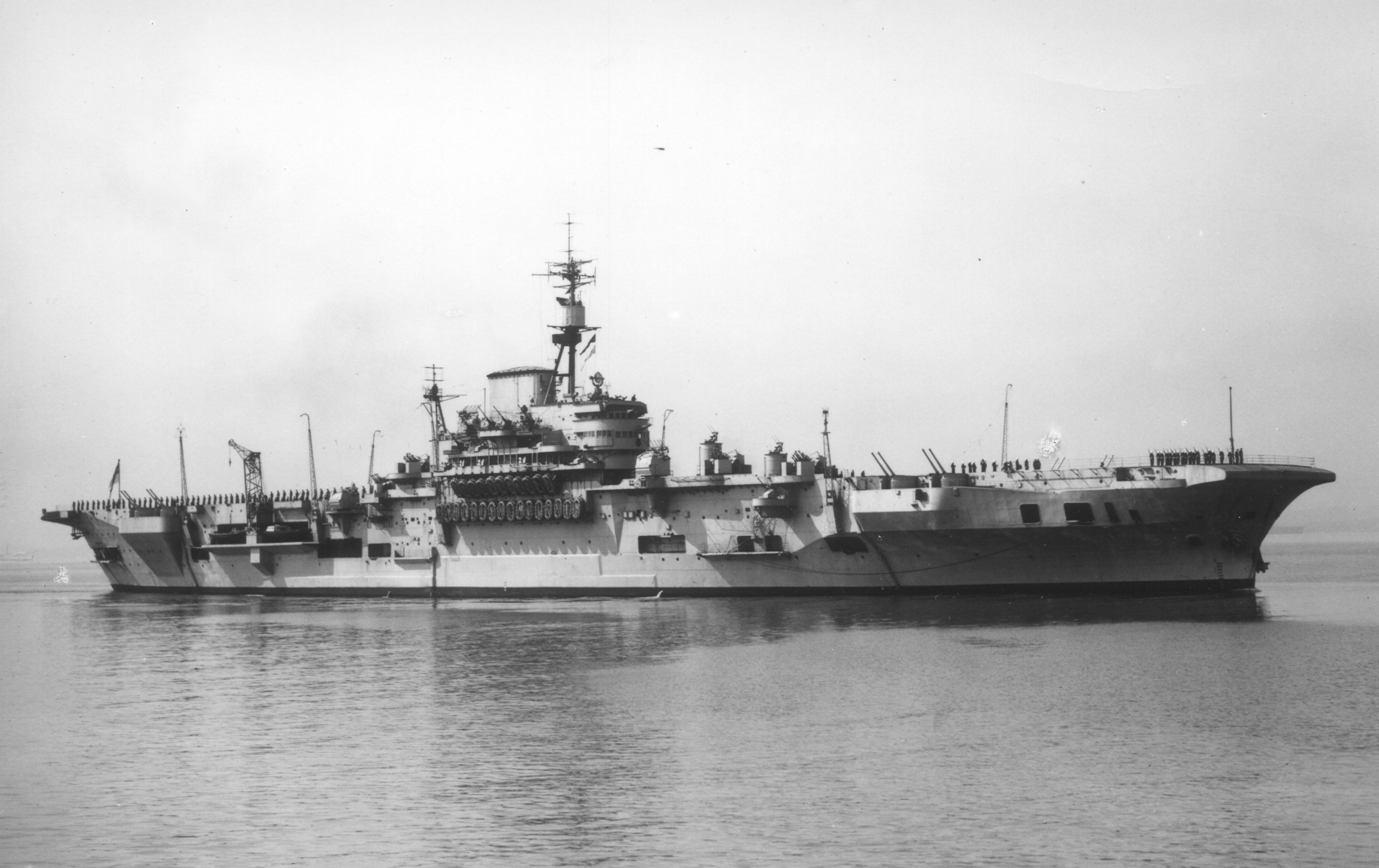
O Implacable em 1949

O Implacable realizou treinamentos no Mediterrâneo entre fevereiro e março de 1950, com o capitão H. W. Briggs assumindo o comando em 1º de abril. Retomou treinamentos de voo no Mar da Irlanda próximo do litoral da Escócia até visitar Copenhague, na Dinamarca, em meados de julho. O rei Frederico IX inspecionou a embarcação em 18 de julho e Vian transferiu sua capitânia para o Vanguard em 11 de setembro. Foi colocado na reserva dois dias depois e convertido em um navio-escola por meio da adição de acomodações extras e salas de aula. Durante este período foi considerado para uma grande reconstrução que combinaria seus dois hangares em um único com 5,33 metros de altura e lhe permitiria operar aeronaves de até catorze toneladas. Além disso, seu armamento seria modernizado e o suprimento de combustível para os aviões mais do que dobrado. Uma reconstrução similar estava em andamento no porta-aviões HMS Victorious, porém esta mostrou-se muito mais cara do que planejado e demorou mais tempo do que o estimado. O Almirantado estava com escassez de tempo e dinheiro, assim a modernização do Implacable foi cancelada em junho de 1952.
Foi recomissionado em 16 de janeiro de 1952 como a capitânia da Esquadra de Treinamento da Frota Doméstica. Chegou em Dover em 13 de fevereiro a fim de atuar como navio de guarda durante o período do funeral do rei Jorge VI, saudando membros da realeza e chefes de estado estrangeiros enquanto chegavam no Reino Unido pelo mar. Depois disso retornou ao Mediterrâneo para realizar exercícios com o Indefatigable. Visitaram Copenhague em agosto e então retornaram para casa. O Implacable partiu para Gibraltar em 25 de setembro e no caminho parou em Lisboa, em Portugal. Voltou para Devonport e passou por reformas. Sofreu um incêndio em sua cozinha em 16 de novembro que danificou seriamente várias fiações elétricas, necessitando que suas reformas fossem estendidas até 20 de janeiro de 1953. Passou a maior parte de fevereiro e março com o Indefatigable no Mediterrâneo realizando mais exercícios, em seguida navegando para Southampton com o objetivo de passar por uma breve reforma.
O Implacable participou em 15 de junho da revista naval em celebração da coroação da rainha Isabel II como a capitânia do vice-almirante John Stevens, seu antigo oficial comandante, na época comandante da Esquadra de Treinamento. Stevens foi substituído em 5 de setembro pelo contra-almirante H. L. F. Adams e o porta-aviões se juntou no mês seguinte ao Indefatigable para exercícios nas Ilhas Scilly e no Canal de Bristol. Transportou de Devonport para Trinidad o 1º Batalhão dos Montanheses de Argyll e Sutherland em resposta a uma crise na Guiana Britânica, enquanto em outubro um batalhão dos Reais Fuzileiros Galeses de Trinidad para a Jamaica, voltando para casa em 11 de novembro. Foi substituído como capitânia pelo porta-aviões rápido HMS Theseus em 19 de agosto de 1954. O Implacable foi descomissionado em 1º de setembro de 1954 e vendido para desmontagem em 27 de outubro de 1955 para a Thos. W. Ward, sendo então rebocado até Gare Loch. Sua desmontagem começou no mês seguinte em Inverkeithing.